# Bulbus
Genre
Synonymes
- Acrybia H. Adams & A. Adams, 1853[1]

Bulbus est un genre de mollusques gastéropodes de la famille des Naticidae. L'espèce-type est Bulbus smithii.

## Liste d'espèces
Selon World Register of Marine Species (28 octobre 2017) :
- Bulbus fragilis (Leach, 1819)
- Bulbus normalis (Middendorff, 1851)
- Bulbus smithii T. Brown, 1839
- Bulbus striatus Golikov & Sirenko, 1983
- Bulbus tenuiculus (G. B. Sowerby III, 1915)